# Intercamp
Intercamp je každoroční mezinárodní setkání skautů a skautek ve věku 11–18 let, kteří jsou organizováni v nějaké mezinárodní uznávané skautské organizaci. Intercamp se koná každý rok na svatodušní svátky (většinou koncem května až začátkem června), trvá od pátku večera (příjezd oddílů) do pondělí dopoledne (v západních zemích je svatodušní pondělí svátek). 
Intercamp bývá přezdíván „jamboree zemí států NATO“.

## Historie

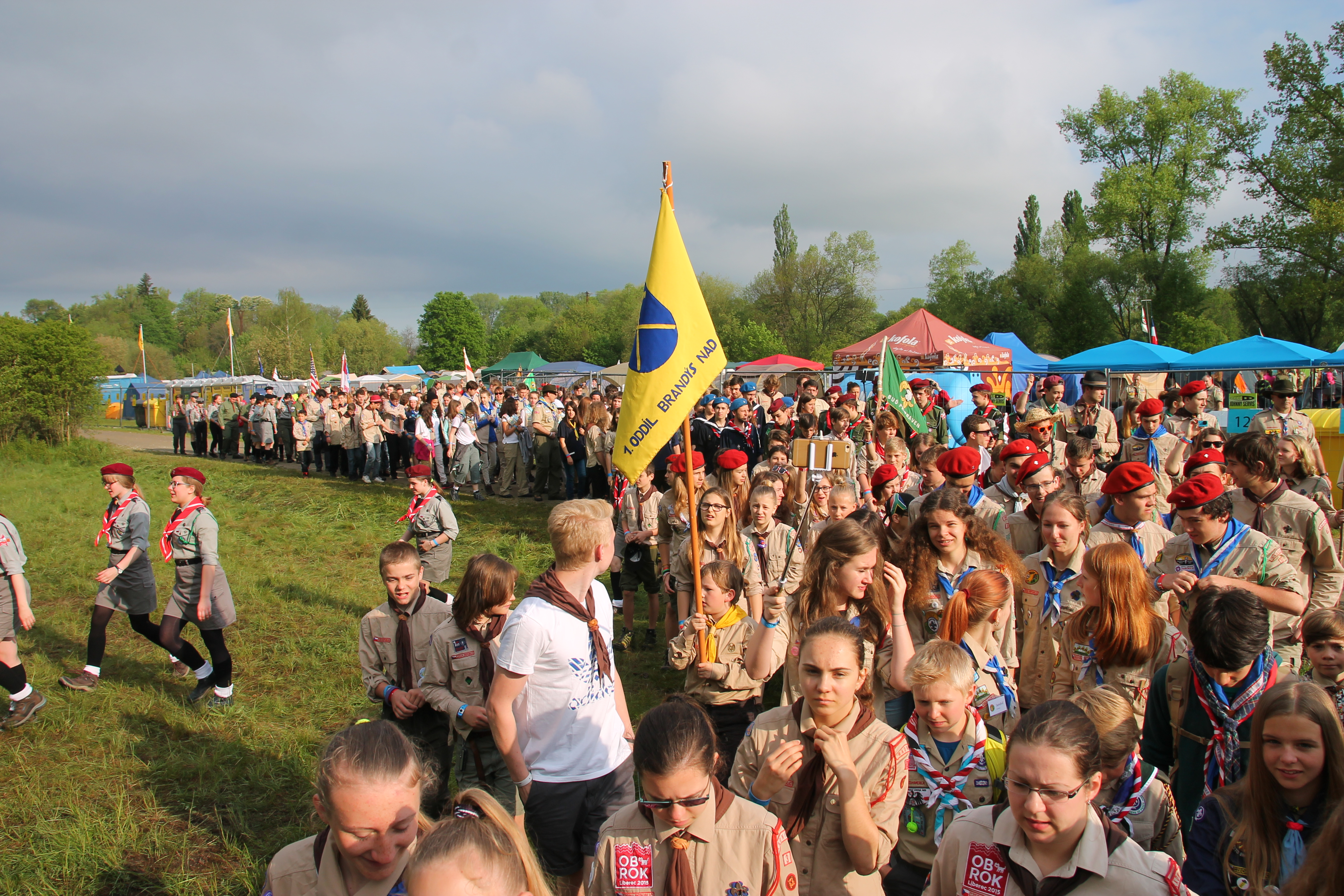
Účastníci Intercampu 2016

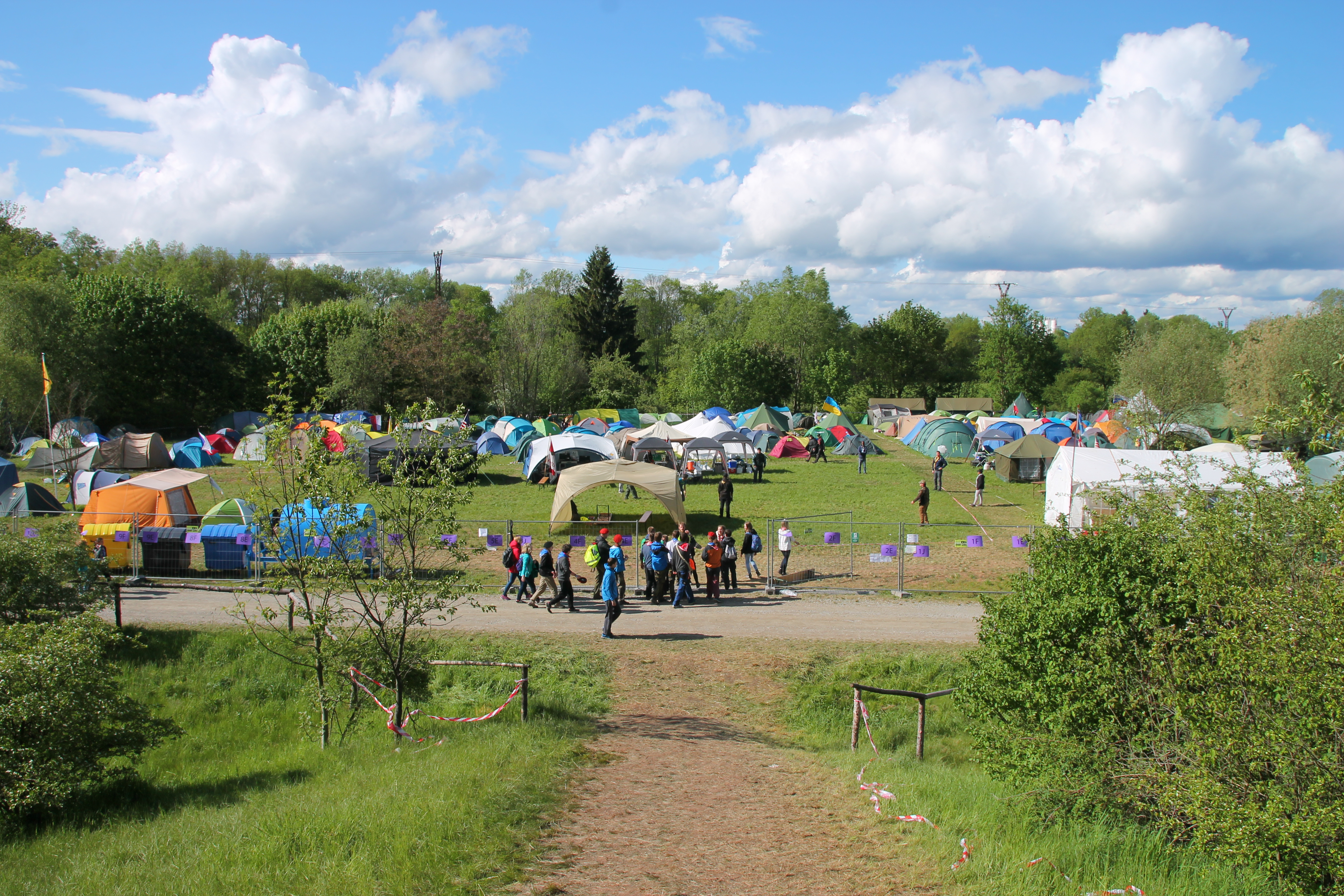
Tábořiště Intercampu 2016

Intercamp jako důležitý krok ke vzájemnému poznávání a porozumění byl v roce 1966 nápadem Freda Wurma z německého DPSG (Deutsche Pfadfinder Sankt Georg), Peeta Deckerse z Nizozemska (Scouting Nederland) a Roye Claye (British Scouts Western Europe). Nizozemští a němečtí skauti byli pozváni od anglických skautů v Německu k jednomu víkendovému setkání a byli tak nadšení, že uspořádali na svatodušní svátky v roce 1966 společné setkání. Tam se také zrodil název Intercamp. Britští, kanadští, američtí skauti jsou z velké části děti příslušníků jednotek NATO umístěných v Německu, Francii, Belgii a Nizozemsku a částečně z rodin, které v západní Evropě pracují v civilních povoláních. Od té doby je Intercamp pořádán každý rok, jednotlivé národy se střídají v pořádání Intercampů, většinou v Německu ve vojenských prostorech hostitelského národa – Němci, Nizozemci a Belgičané pořádají Intercampy na velkých skautských tábořištích.
Intercampu se pravidelně účastní zhruba 2500 až 3000 skautů a skautek. 
Tradice konání Intercampu byla přerušena v letech 2020 a 2021 kvůli globální pandemii koronaviru. V roce 2020 měla hostit Intercamp poprvé Velká Británie mimo pevninskou Evropu, kvůli šíření nemoci byl „britský“ Intercamp přesunut na rok 2021. V lednu 2021 bylo rozhodnuto o zrušení akce a neposunutí pořadatele do dalších let.

## Země, které se účastní Intercampu

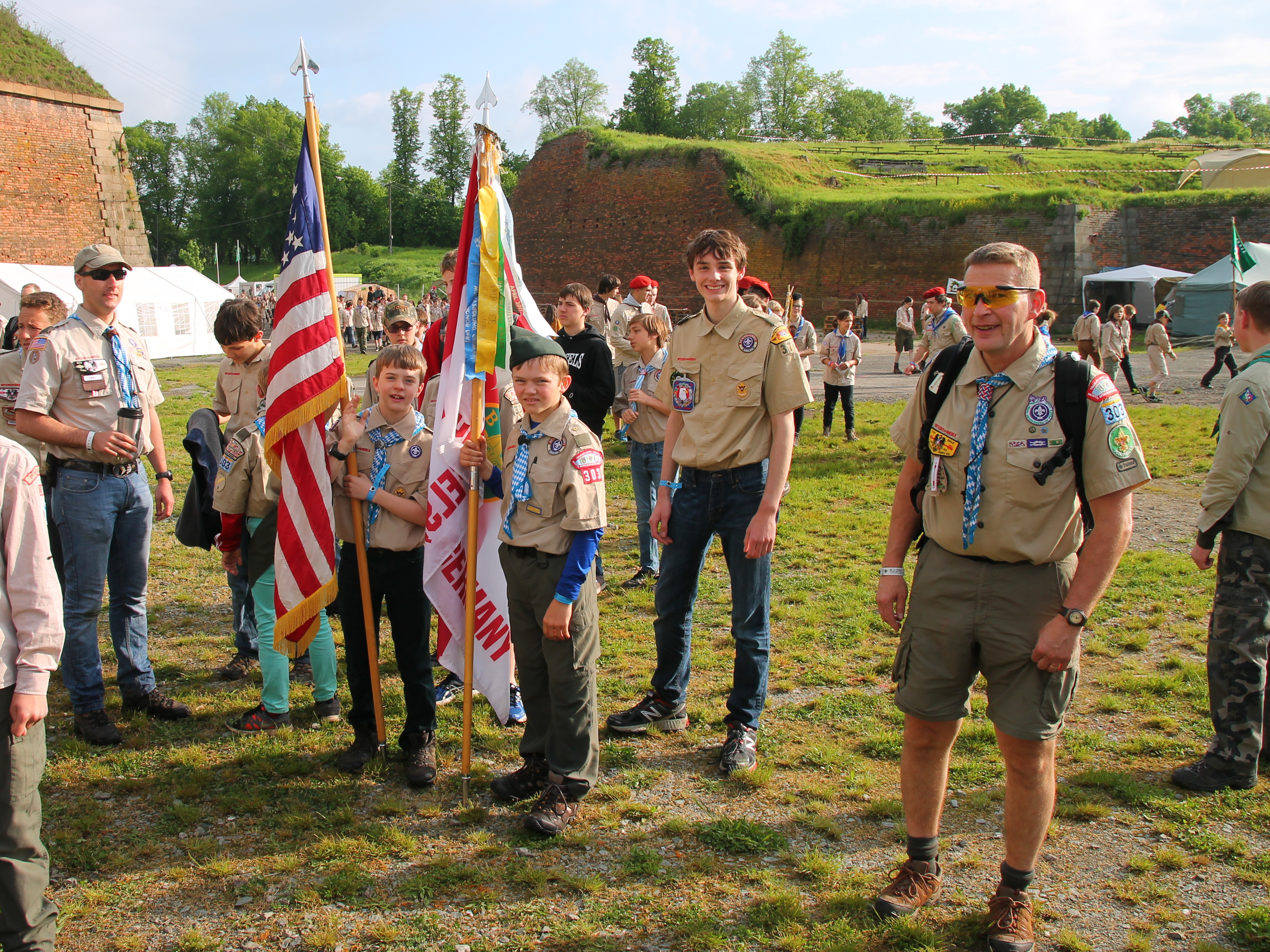
Američtí skauti na Intercampu 2016

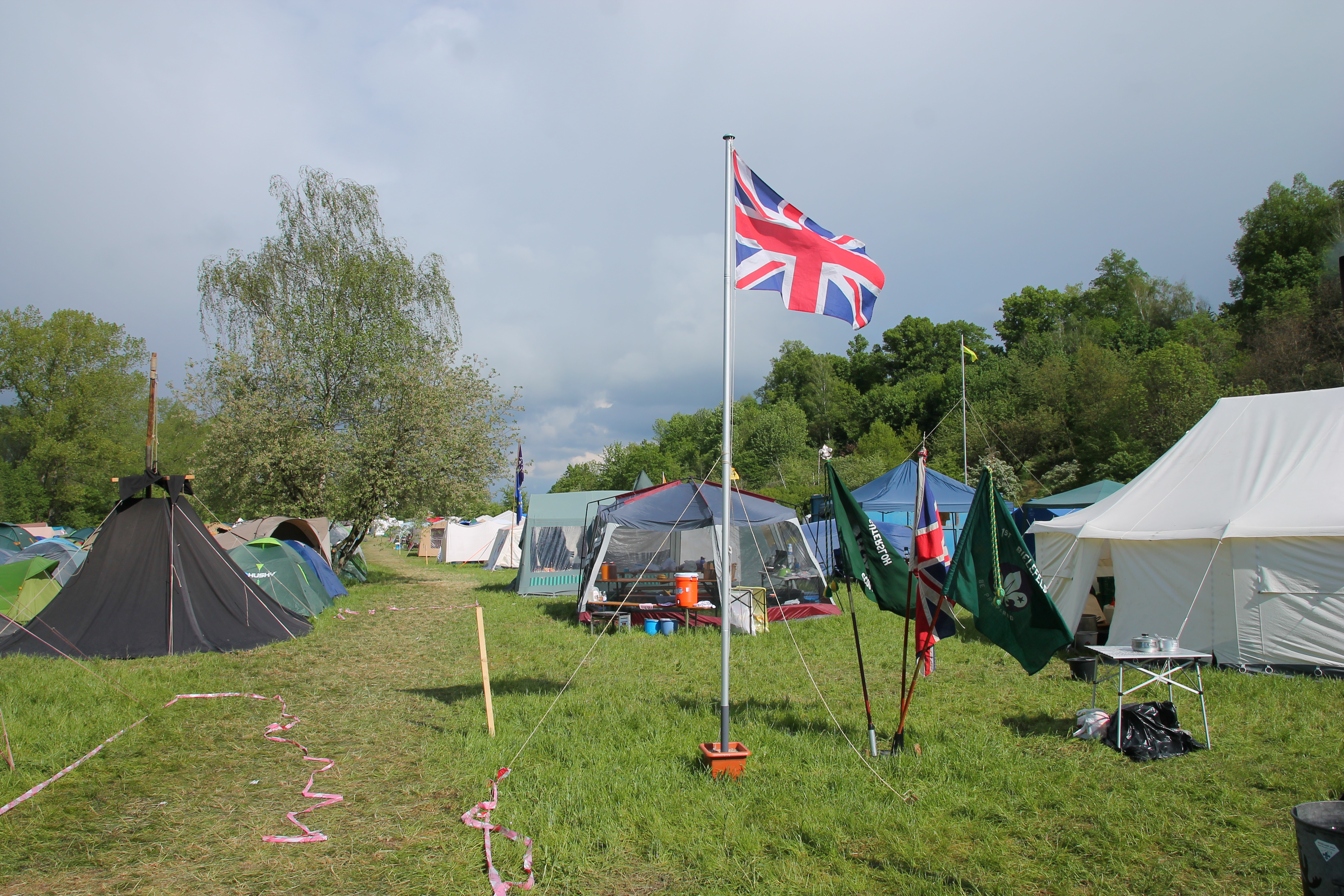
Tábořiště britských skautů na Intercampu 2016

Hostitelská země poskytuje místo, program a stravování pro mezinárodní servis tým, Intercamp Commitee pak spravuje materiál a finance.
Intercampu se zpravila účastní tyto státy:
- Belgie (GSB)
- Česko (Junák – český skaut)
- Francie (SGdF)
- Nizozemsko (SN)
- Německo (RdP)
- Polsko (ZHP)
- Slovensko (Slovenský skauting)
- Spojené státy americké (BSA)
- Velká Británie (The Scout Association)

### Češi na Intercampu
České exilové oddíly z Německa se zúčastňovaly Intercampu od roku 1977 jako součást organizace DPSG, kde byly registrovány. V roce 1990 pozval oddíl Velena Fanderlíka skauty z Prahy na Intercamp v Belgii. Češi vzbudili velkou pozornost a sympatie svým vystupováním, disciplínou, skromným vybavením a zajímavým programem u všech účastníků.
V roce 1994 se pak uskutečnil v České republice Intercamp pod vedením Michaely Rocmanové. Znova se pak v Česku Intercamp uskutečnil v letech 2004 a 2016.

## Seznam míst konání Intercampu

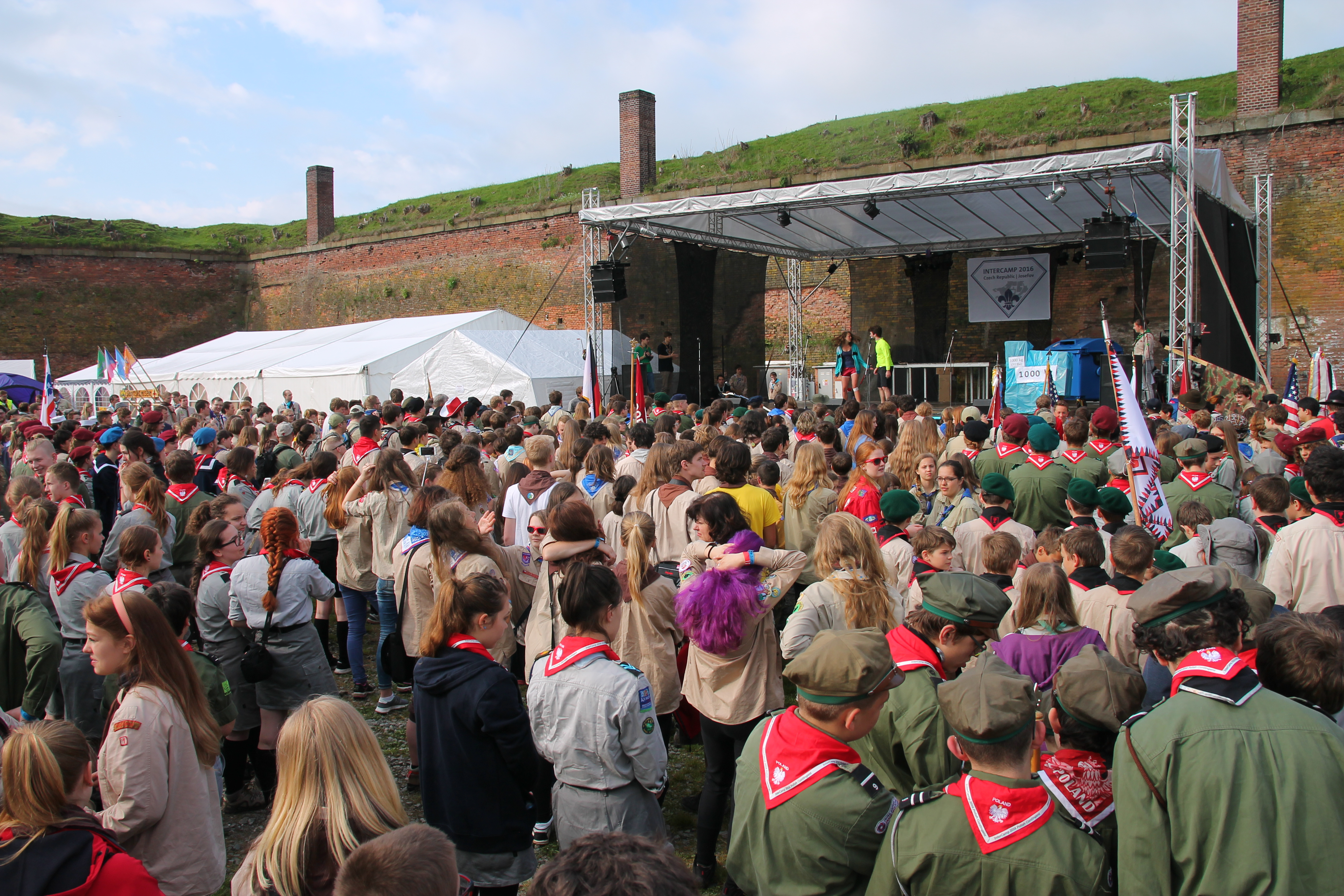
Hlavní pódium během zahajovacího ceremoniálu Intercampu 2016

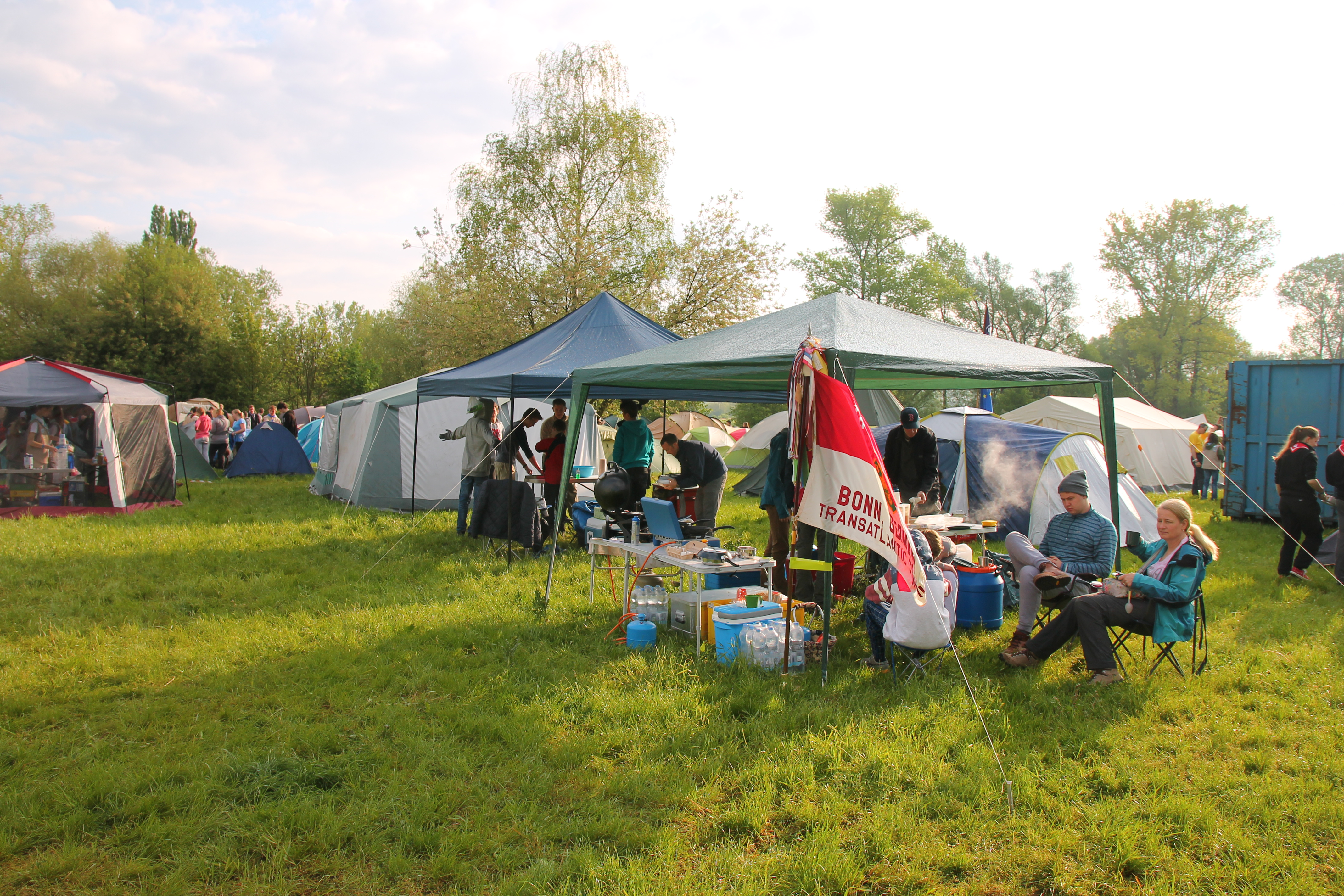
Stany v tábořišti na Intercampu 2016

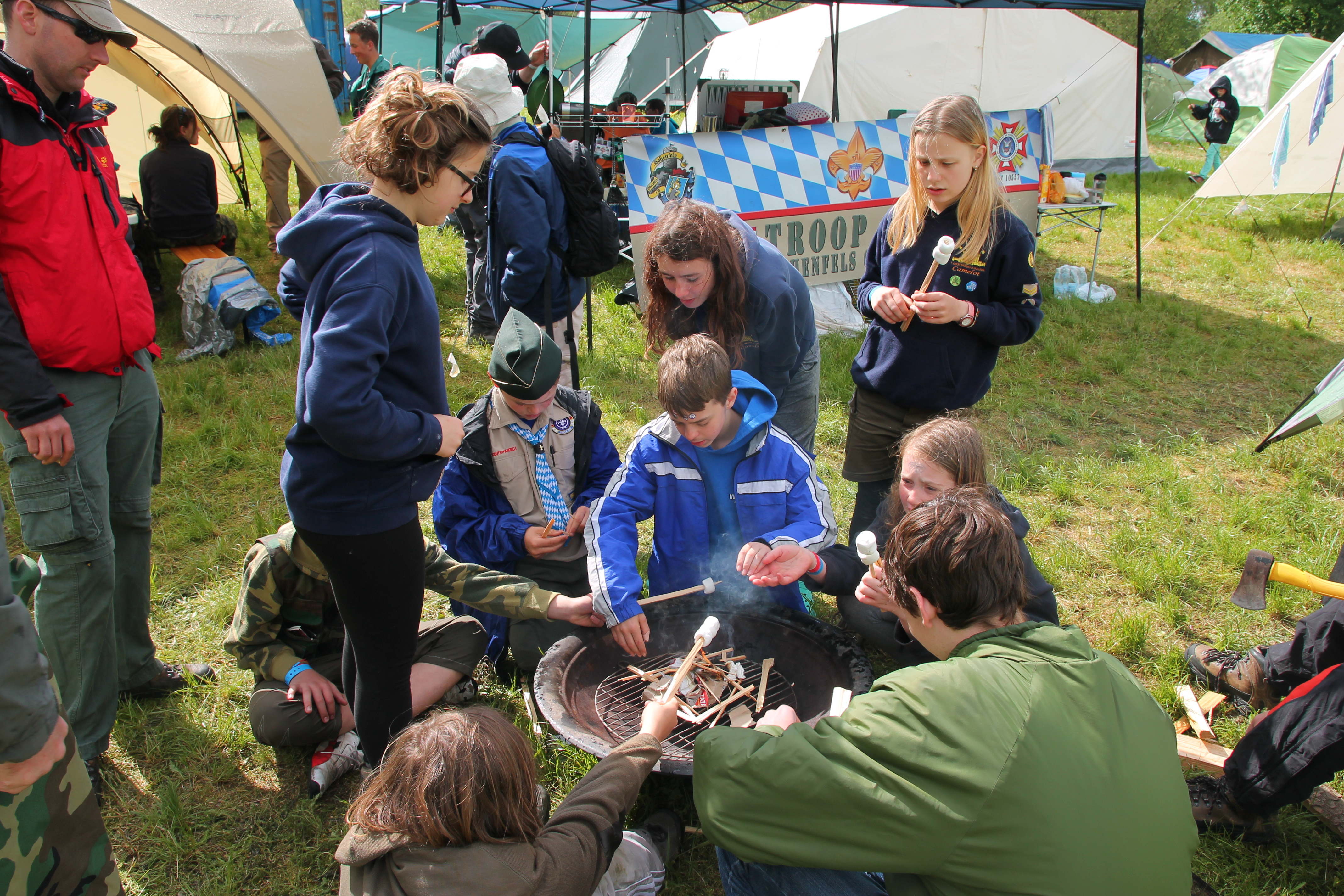
Američtí skauti opékající marshmallow na Intercampu 2016

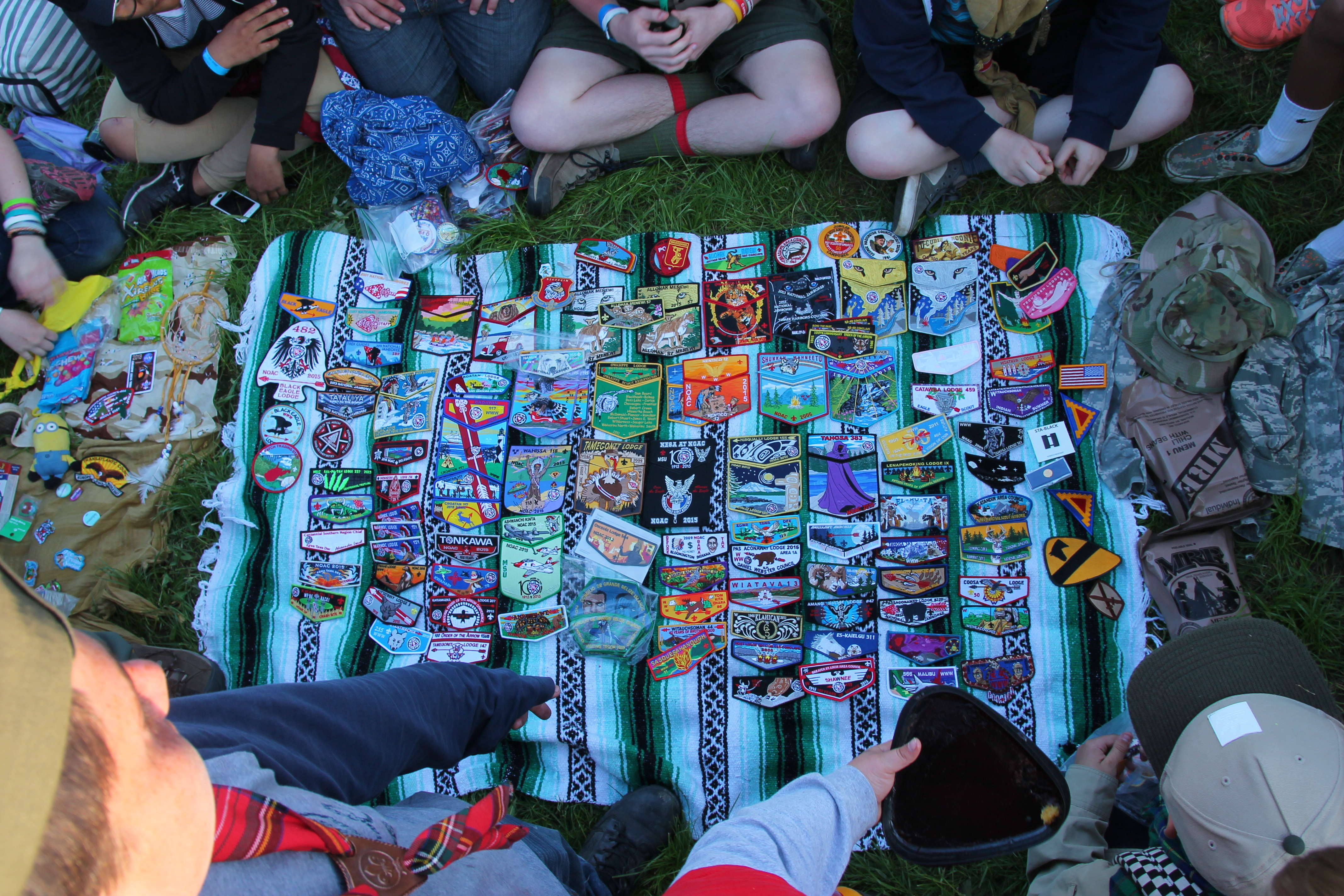
Oblíbená činnost – výměna skautských nášivek a odznaků na Intercampu 2016

První ročníky se konaly na různých místech Německa, Nizozemska a Belgie, až později se rozšířily do dalších zemí – Francie, Česka a Polska. Na českém území se první Intercamp konal poprvé v roce 1994. Jednalo se o první velkou skautskou mezinárodní akci pořádanou Junákem po pádu komunismu.
Intercamp se konal od roku 1967 každý rok, výjimkou byly pouze roky 2020 a 2021. Akce byly zrušena kvůli pandemii covidu-19 na území Evropy, Velká Británie o pořádání Intercampu přišla, všichni další pořadatelé, kteří měli hostit Intercampy od roku 2021, byli o rok posunutí. V Česku se má Intercamp znova konat v roce 2026.
| Rok  | Země               | Místo                                      |
| ---- | ------------------ | ------------------------------------------ |
| 1967 | Nizozemsko         | Bergen Wellerlooi                          |
| 1967 | Západní Německo    | Westernohe                                 |
| 1968 | Západní Německo    | Mayen                                      |
| 1969 | Západní Německo    | Mönchengladbach                            |
| 1970 | Nizozemsko         | Bergen Wellerlooi                          |
| 1971 | Západní Německo    | Selfkant-Süsterseel                        |
| 1972 | Západní Německo    | Westernohe                                 |
| 1973 | Západní Německo    | Baumholder                                 |
| 1974 | Západní Německo    | Sennelager                                 |
| 1975 | Belgie             | Lovaň                                      |
| 1976 | Západní Německo    | Brexbach                                   |
| 1977 | Západní Německo    | Hameln                                     |
| 1978 | Západní Německo    | Westernohe                                 |
| 1979 | Západní Německo    | Brexbachtal                                |
| 1980 | Západní Německo    | Wahner Heide                               |
| 1981 | Nizozemsko         | Bergen Wellerlooi                          |
| 1982 | Západní Německo    | Bernkastel-Kues                            |
| 1983 | Západní Německo    | Arsbeck                                    |
| 1984 | Západní Německo    | Lahr/Schwarzwald                           |
| 1985 | Západní Německo    | Heidelberg                                 |
| 1986 | Nizozemsko         | Heumen-Overasselt                          |
| 1987 | Západní Německo    | Krefeld                                    |
| 1988 | Západní Německo    | Sennelager                                 |
| 1989 | Západní Německo    | Stollhofen                                 |
| 1990 | Belgie             | Leuven                                     |
| 1991 | Německo            | Heidelberg                                 |
| 1992 | Německo            | Westernohe                                 |
| 1993 | Německo            | Bernkastel-Kues                            |
| 1994 | Česko              | Sycherák, Borek u Tachova                  |
| 1995 | Německo            | Uerdingen                                  |
| 1996 | Belgie             | Grobbendonk                                |
| 1997 | Nizozemsko         | Sittard                                    |
| 1998 | Německo            | Bad Kreuznach                              |
| 1999 | Německo            | Sennelager                                 |
| 2000 | Německo            | Elfrather Viz                              |
| 2001 | Francie            | Štrasburk                                  |
| 2002 | Německo            | Gangelt                                    |
| 2003 | Belgie             | Mechelen                                   |
| 2004 | Česko              | Sycherák, Borek u Tachova                  |
| 2005 | Nizozemsko         | Maastricht                                 |
| 2006 | Německo            | Vilseck                                    |
| 2007 | Francie            | Gundershoffen                              |
| 2008 | Německo            | Bernkastel-Kues                            |
| 2009 | Nizozemsko         | Wellerlooi                                 |
| 2010 | Německo            | Viersen                                    |
| 2011 | Belgie             | Boom                                       |
| 2012 | Německo            | Vilseck                                    |
| 2013 | Nizozemsko         | Cadier en Keer                             |
| 2014 | Německo            | Bad Lippspringe                            |
| 2015 | Polsko             | Nysa                                       |
| 2016 | Česko              | Jaroměř – Josefov                          |
| 2017 | Německo            | Warendorf                                  |
| 2018 | Belgie             | Sint-Truiden                               |
| 2019 | Nizozemsko         | De Steeg (Rheden)                          |
| 2020 | Spojené království | akce byla kvůli pandemii covidu-19 zrušena |
| 2021 | Spojené království | akce byla kvůli pandemii covidu-19 zrušena |
| 2022 | Francie            | Ungersheim, Alsasko                        |
| 2023 | Německo            | Vogelsang – Eifel                          |
| 2024 | Polsko             | Świeradów-Zdrój                            |
| 2025 | Německo            | Baumholder                                 |
| 2026 | Česko              | Geopark Ralsko                             |